# Útěchovičky
Útěchovičky (en allemand : Klein Autiechowitz) est une commune du district de Pelhřimov, dans la région de Vysočina, en République tchèque. Sa population s'élevait à 68 habitants en 2024.

## Géographie
Útěchovičky se trouve à 9,5 km à l'ouest-nord-ouest de Pelhřimov, à 36 km à l'ouest-nord-ouest de Jihlava à 107 km au sud-est de Prague.
La commune est limitée par Bořetice au nord-ouest, par Útěchovice au nord et au nord-est, par Pelhřimov à l'est, par Čížkov et Litohošť au sud, et par Pošná à l'ouest.

## Histoire
La première mention écrite de la localité date de 1544.

## Transports
Par la route, Útěchovičky se trouve à 11,3 km de Pelhřimov, à 42,5 km de Jihlava à 155 km de Prague.